# Tribunal de Contas do Estado do Pará
O Tribunal de Contas do Estado do Pará (TCE-PA), com sede em Belém, tem o fim declarado de "exercer o controle externo da gestão dos recursos públicos estaduais em benefício da sociedade". Conta com duas seções regionais: a de Santarém, criada em 2013, atende 29 municípios na região oeste do estado e a de Marabá, estabelecida em 2014, abrange 37 municípios da região sul do Pará.
Para melhor cumprimento de suas funções, também disponibiliza uma Ouvidoria, como "canal de representação da sociedade" junto ao tribunal e uma web-rádio, para divulgação de suas atividades. Também conta com a Escola de Contas Alberto Veloso - ECAV, instrumento de formação e aperfeiçoamento do seu quadro de servidores e colaboradores.

## História
A criação dos Tribunais de Contas no Brasil remonta ao início da República. A Ruy Barbosa, como ministro do governo Deodoro da Fonseca, é atribuída a criação do órgão no nível federal, tendo cabido a Serzedelo Correia a sua instituição. O militar e político paraense é por isso considerado patrono do Tribunal de Contas do estado, cuja criação foi prevista em 1947, conforme disposição da Constituição estadual, inspirada pela então nova constituição da nação. No entanto, foi apenas em 1951 que se deu efetivamente a instauração da corte, que ganharia sua primeira carta orgânica em 1953. Em 1959, 1960, 1967 e 1969 foram efetuadas mudanças, referentes ao número de membros e sua nomenclatura. Em 1970 o tribunal se instalou na sua quarta sede, a atual, no Palácio Serzedelo Correia. O patrono também foi homenageado com um museu, criado em 1982, em mais um gesto de honra à memória do paraense, cujos restos mortais foram transladados nesse mesmo ano para uma cripta na sede do tribunal. Em 2022 a instituição festejou 75 anos de sua idealização, realizando um evento em que foi lançado um selo comemorativo do seu jubileu de diamante e condecorando seus ex-presidentes.

## Composição
O tribunal é composto por conselheiros (atual denominação dos integrantes, conforme decreto-lei estadual de 1969), em número de sete, conforme disposição de fevereiro de 1960. Esta foi confirmada pela Constituição estadual de 1989, em seu artigo nº 118, que no artigo nº 119 também determina a forma como devem ser nomeados. Em junho de 2022 o tribunal contava com 617 servidores ativos, segundo relação disponível em seu portal de transparência.
Destes mais de 200 eram comissionados em 2020, o que motivou críticas e uma ação direta de inconstitucionalidade por parte da Associação Nacional dos Auditores de Controle Externo dos Tribunais de Contas do Brasil (ANTC), pela suspeita de possíveis irregularidades que poderiam ser incentivadas por dispositivos de leis estaduais a respeito do Plano de Cargos, Carreiras e Remuneração (PCCR) dos servidores do órgão.
Em relação à sua estrutura, o TCE-PA é conformado por:
- Presidência, com seu chefe de gabinete, gabinete militar, procuradoria, duas representações, a já citada ECAV e sete secretarias, sendo estas a geral, de administração, controle externo, controle interno, gestão de pessoas, planejamento e gestão estratégica e a de tecnologia de informação.

- Vice-presidência
- Gabinete dos Conselheiros
- Gabinete dos Conselheiros Substitutos
- Corregedoria
- Ouvidoria

### Presidentes
Lista de presidentes desde a sua fundação:
| Alberto Engelhard                       | 1951-1952                   |
| Benedito de Castro Frade                | 1952-1955                   |
| Adolfo Burgos Xavier                    | 1955-1956                   |
| Lindolfo Marques Mesquita               | 1957-1958                   |
| Mário Nepomuceno de Souza               | 1959-1960                   |
| Elmiro Gonçalves Nogueira               | 1961-1962                   |
| José Maria de Vasconcelos Machado       | 1963-1964                   |
| Mário Nepomuceno de Souza (II)          | 1965-1966                   |
| Lindolfo Marques Mesquita               | 1967- janeiro de 1968       |
| Eva Andersen Pinheiro                   | fevereiro de 1968 - 1970    |
| Elias Naif Daibes Hamouche              | 1971-1972                   |
| Mário Nepomuceno de Souza (III)         | 1973-1976                   |
| José Maria de Azevedo Barbosa           | 1977-1980                   |
| Eva Andersen Pinheiro (II)              | 1981-1982                   |
| Elias Naif Daibes Hamouche (II)         | 1983-1984                   |
| Sebastião Santos de Santana             | 1985-1986                   |
| Lauro de Belém Sabbá                    | 1987-1988                   |
| Manuel Ayres                            | 1989-1990                   |
| Lucival Barbalho                        | 1991-1992                   |
| Elias Naif Daibes Hamouche (III)        | 1993-1994                   |
| Eva Andersen Pinheiro (III)             | 1995-1996                   |
| Nelson Luiz Teixeira Chaves             | 1997-1998                   |
| Sebastião Santos de Santana (II)        | 1999-2002                   |
| Lauro de Belém Sabbá (II)               | 2003-2006                   |
| Fernando Coutinho Jorge                 | 2007- maio de 2009          |
| Maria de Lourdes Lima de Oliveira       | maio de 2009-2010           |
| Cipriano Sabino Junior                  | 2011-2014                   |
| Luis da Cunha Teixeira                  | 2015-2016                   |
| Maria de Lourdes Lima de Oliveira (II)  | 2017-2018                   |
| André Teixeira Dias                     | janeiro a outubro de 2019   |
| Odilon Inácio Teixeira                  | outubro 2019 - janeiro 2021 |
| Maria de Lourdes Lima de Oliveira (III) | janeiro 2021 - atualmente   |

### Conselheiros
Em setembro de 2023 os conselheiros do TCE-PA são:
- Rosa Egídia Crispino Calheiros Lopes (presidente)
- Fernando de Castro Ribeiro (vice-presidente)
- Luis da Cunha Teixeira (corregedor)
- Maria de Lourdes Lima de Oliveira
- Cipriano Sabino de Oliveira Junior
- Odilon Inácio Teixeira (ouvidor)
- Daniela Lima Barbalho

### Ministério Público Especial[20]
O Ministério Público de Contas do Estado do Pará (MPC-PA) atua perante o TCE-PA buscando "promover e fiscalizar o cumprimento e a guarda da Constituição e das Leis no que se refere à aplicação dos recursos públicos do Estado do Pará". O MPC-PA atua através dos procuradores de conta, presentes nas sessões do TCE-PA. Em setembro de 2023 os procuradores de contas do órgão são:
- Patrick Bezerra Mesquita (procurador-geral de contas)
- Stephenson Oliveira Victer (subrocurador-geral de contas)
- Deíla Barbosa Maia (corregedora-geral)
- Stanley Botti Fernandes (ouvidor)
- Danielle Fátima Pereira da Costa
- Silaine Karine Vendramin
- Felipe Rosa Cruz
- Guilherme da Costa Sperry

## Ver Também
- Tribunal de Contas do Estado
- Ministério Público Especial

## Ligações Externas
- Página oficial do Tribunal de Contas do Estado do Pará
- Ministério Público Especial
- Contas Públicas do Brasil